# Krasiwka (przystanek kolejowy)
Krasiwka (ukr. Красівка) – przystanek kolejowy w pobliżu miejscowości Krasiwka, w rejonie chmielnickim, w obwodzie chmielnickim, na Ukrainie. Położony jest na linii Szepetówka – Starokonstantynów.
W okresie międzywojennym istniała tu mijanka Naładówka.